# فيلهلم فيفر
فيلهلم فيفر (بالألمانية: Wilhelm Pfeffer)‏ (و. 1845 – 1920 م) هو عالم نبات، وصيدلي، وأستاذ جامعي من ألمانيا . ولد في غريبنشتاين.
وكان عضواً في الجمعية الملكية، والأكاديمية الأمريكية للفنون والعلوم، والأكاديمية الهنغارية للعلوم، والأكاديمية الروسية للعلوم، والأكاديمية الملكية السويدية للعلوم، والأكاديمية البروسية للعلوم .
توفي في لايبزيغ ، عن عمر يناهز 75 عاماً.

## التعليم
تعلم في جامعة غوتنغن

## مناصب وهيئات
أدار جامعة توبنغن، وجامعة بازل، وجامعة لايبتزغ، وجامعة بون، وجامعة ماربورغ.

## جوائز
حصل على جوائز منها:
- وسام الاستحقاق (بروسيا)
- وسام الاستحقاق للفنون والعلوم
- زمالة الجمعية الملكية.

## روابط خارجية
- فيلهلم فيفر على موقع الموسوعة البريطانية (الإنجليزية)